# Alstom APS

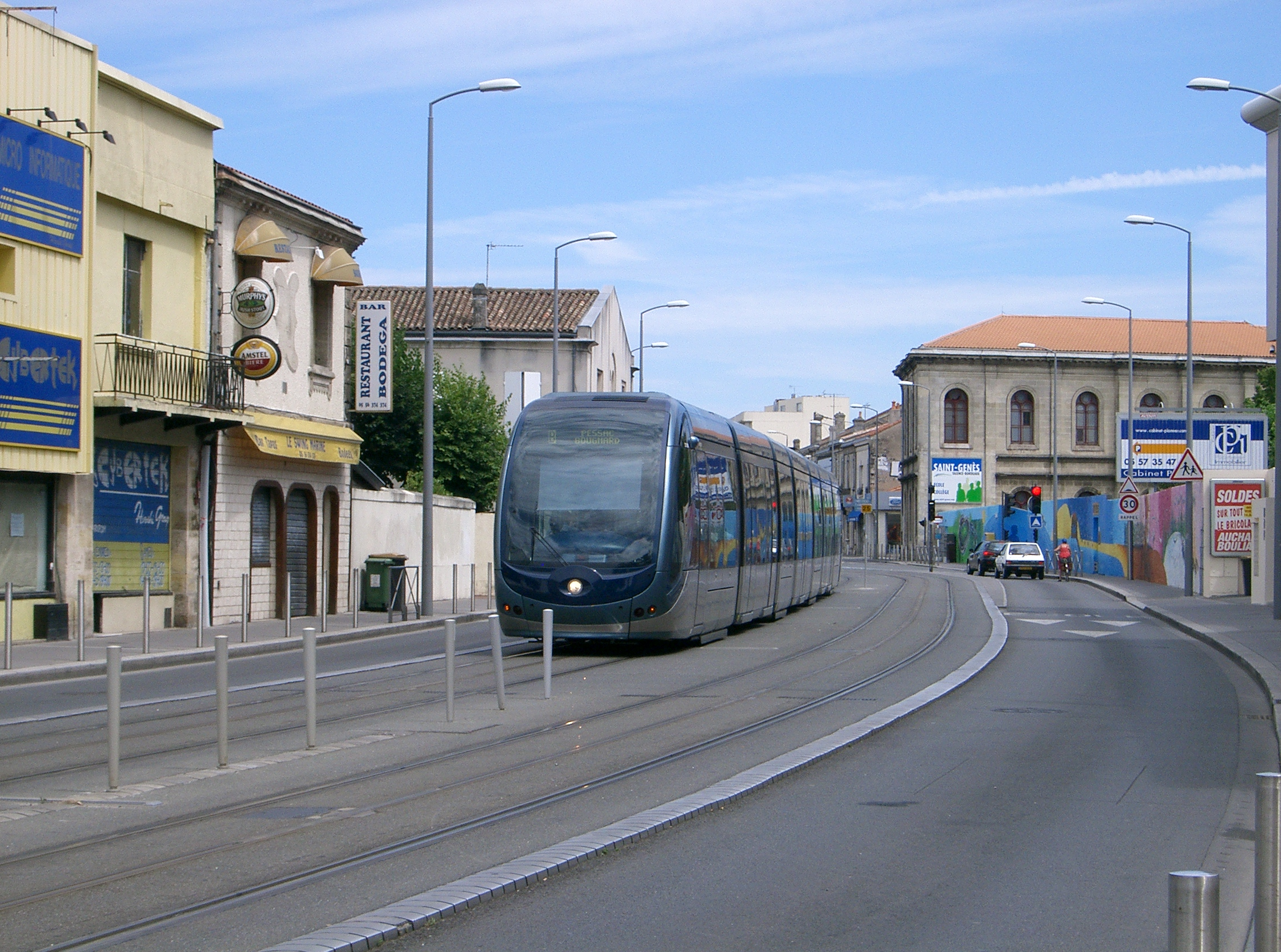
Трамвай в Бордо с системой APS на маршруте B возле остановки Roustaing

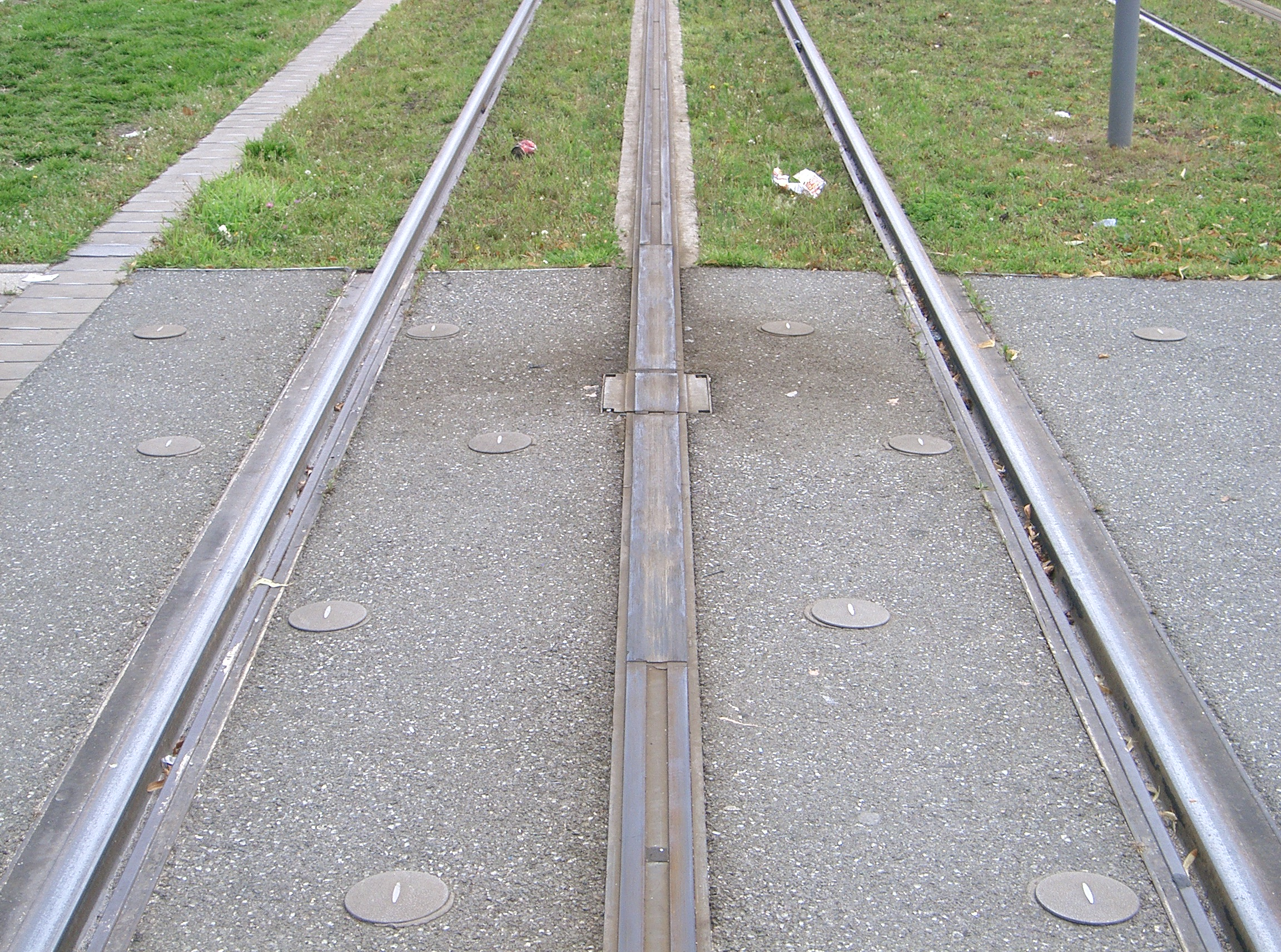
Участок пути с системой APS, демонстрирующий нейтральные секции на концах питаемых сегментов, а также один из изолирующих соединительных коробов, обеспечивающих механическое и электрическое соединение сегментов контактного рельса APS

Alstom APS (также известная как Alimentation par Sol или Alimentation Par le Sol, что буквально означает «питание от земли») — система наземного питания для уличных трамваев и, потенциально, других транспортных средств.
Технология APS была разработана компанией Innorail (дочернее предприятие Spie Enertrans), но перешла к Alstom после поглощения Spie компанией Amec. Изначально система создавалась для Бордоского трамвая, строительство которого началось в 2000 году, а открытие состоялось в 2003. Начиная с 2011 года технология стала применяться в нескольких других городах мира.
APS используется в первую очередь по эстетическим соображениям как альтернатива воздушным контактным линиям. В этом качестве система конкурирует с другими системами наземного питания, а также с системами накопления энергии, такими как аккумуляторы.
В 2015 году Alstom разработала производную технологию APS — систему Alstom SRS (Système de Recharge statique par le sol, система статической зарядки от наземного контакта), которая может использоваться для подзарядки трамваев и автобусов с аккумуляторным питанием во время их остановки.
Alstom продолжила развитие системы APS для использования с автобусами и другими транспортными средствами. Система прошла испытания на безопасность при:
- очистке дорог снегоуборочной техникой
- воздействии снега, льда, реагентов и насыщенной рапы[3]
- заносах на сцепление с дорогой для транспортных средств, включая мотоциклы[4]

Alstom проведёт испытания своей системы электрифицированных дорог (ERS) на общественной трассе RN205 в регионе Рона-Альпы в период с 2024 по 2027 год.
Ожидается, что система будет обеспечивать:
- 500 кВт мощности для электрических грузовиков
- Энергоснабжение дорожной спецтехники
- Зарядку электромобилей[4]

## Технология
APS использует контактный рельс, расположенный между ходовыми рельсами, который разделён на электрически изолированные сегменты длиной 11 метров. Эти сегменты автоматически включаются и выключаются в зависимости от того, находится ли трамвай над ними, что исключает риск для других участников дорожного движения.
Каждый трамвай оборудован двумя токосъёмными башмаками, рядом с которыми расположены антенны, передающие радиосигналы для подачи питания на сегменты контактного рельса при проезде трамвая над ними. В любой момент времени под трамваем находятся два последовательных сегмента под напряжением.

## Отличия от других систем
APS отличается от системы подземного токосъёма, которая была одним из первых способов питания трамвайных систем. В последнем случае третий и четвёртый рельс размещались в подземном канале между ходовыми рельсами.
Система подземного токосъёма применялась в исторических трамвайных сетях
- Вашингтона
- Манхэттена
- Парижа
- Берлина
- Марселя
- Вены
- Будапешта
- Лондона

От этой системы отказались, поскольку воздушная контактная сеть оказалась значительно дешевле и проще в эксплуатации для городских железных дорог.

### Безопасность
В отличие от бокового контактного рельса, используемого в большинстве метрополитенов и на некоторых железных дорогах, система APS не представляет опасности для людей и животных, что позволяет применять её в пешеходных зонах и на городских улицах.
Французское правительство не сообщает ни об одном случае поражения электрическим током или несчастных случаях, связанных с электрификацией, на трамвайных линиях во Франции с 2003 года по 31 декабря 2022 года.

## Применение

### Бордо

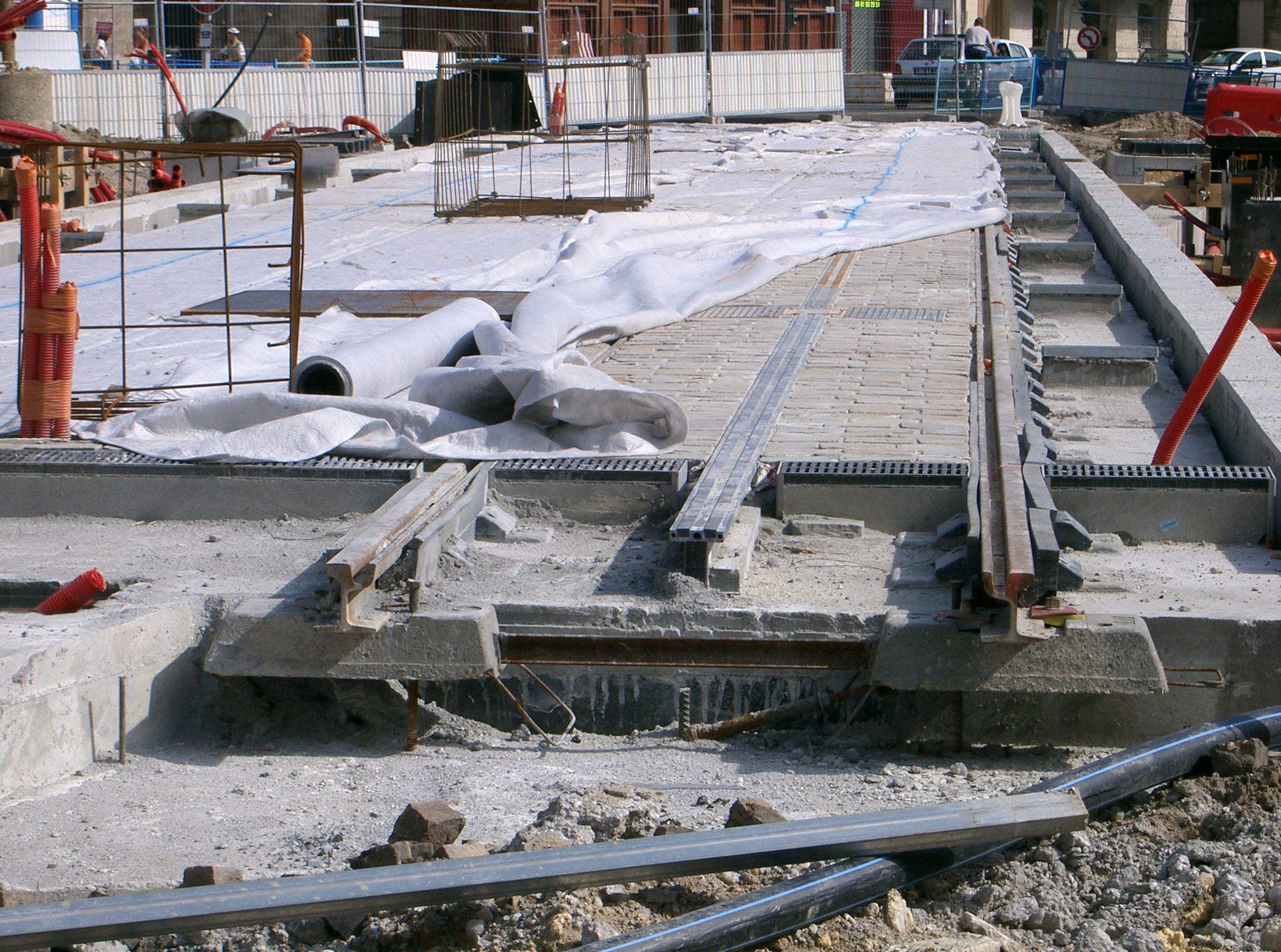
Строительство пути с системой APS на площади Поль Думер в Бордо

Системы кондуитного токосъёма использовались в конце 1800-х — начале 1900-х годов в нескольких крупных городах, включая Бордо,:44, но создавали проблемы с обслуживанием и безопасностью дорожного движения. Системы кондуитного токосъёма в Бордо оставались одними из последних действовавших до своего вывода из эксплуатации в 1958 году.
На протяжении десятилетий такие системы не использовались, поскольку не соответствовали современным стандартам безопасности. Первой системой наземного питания, разработанной в соответствии с современными стандартами безопасности, стала Ansaldo Stream, хотя первой коммерчески реализованной в 2003 году стала система Alstom APS. Этот успех привёл к распространению коммерческих реализаций систем наземного питания.
Строительство новой трамвайной линии без контактной сети началось в феврале 2000 года. В мае 2000 года был подписан контракт с компанией Alstom на поставку трамвайных составов, а в октябре были уложены первые рельсы. Строительные работы и испытания продолжались с 2001 по 2003 год. Первый участок линии был открыт 21 декабря 2003 года в присутствии президента Жака Ширака и мэра Бордо Алена Жюппе.
Введённый в эксплуатацию участок, получивший название линии A, соединил остановки Лормон-Лорье и Ля-Морлет с Мериадек.

### Другие города

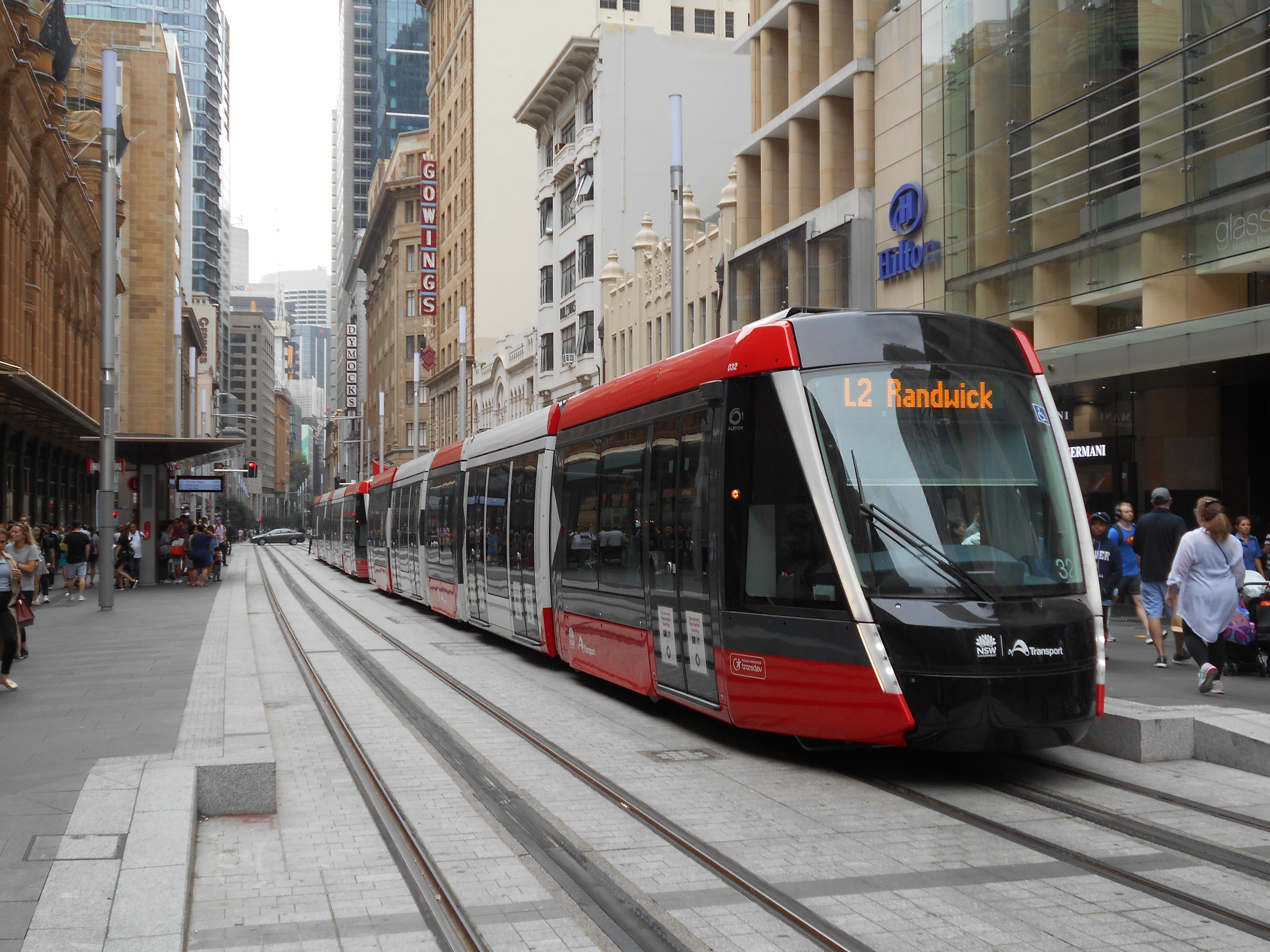
Рельсы с системой Alstom APS на линии CBD and South East Light Rail Сиднея в деловом центре города

| Система                           | Город          | Страна    | Год открытия | Примечания |
| --------------------------------- | -------------- | --------- | ------------ | --- |
| Трамвай Анже                      | Анже           | Франция   | 2011         | [ 16 ] [ 17 ] |
| Реймсский трамвай                 | Реймс          | Франция   | 2011         | [ 16 ] |
| Орлеанский трамвай                | Орлеан         | Франция   | 2012         | [ 18 ] |
| Трамвай Тура                      | Тур            | Франция   | 2013         | [ 19 ] |
| Дубайский трамвай                 | Дубай          | ОАЭ       | 2014         | Система полностью оборудована APS на всей протяжённости маршрута, поэтому трамваи используют пантографы только в депо.                         |
| Скоростной трамвай Рио-де-Жанейро | Рио-де-Жанейро | Бразилия  | 2016         | В основном используется APS, но там, где это было признано непрактичным, применяется система на основе суперконденсаторов производства Alstom. |
| Сиднейский трамвай                | Сидней         | Австралия | 2019         | APS используется в деловом центре, на остальных участках — обычная контактная сеть.                                                            |
| Трамвай Куэнки                    | Куэнка         | Эквадор   | 2020         | APS используется только на отдельных участках, на остальных — обычная контактная сеть.                                                         |
| Стамбульский трамвай, линия 5     | Стамбул        | Турция    | 2021         | [ 24 ] |
| Лусаилский трамвай                | Лусаил         | Катар     | 2022         | APS используется на наземных участках общей протяжённостью около 19 км.                                                                        |
| Барселонский трамвай              | Барселона      | Испания   | 2024         | APS используется только на отдельных участках, на остальных — обычная контактная сеть.                                                         |

## Стандартизация
В 2020 году компании Alstom, Elonroad и другие начали разработку стандарта для систем наземного питания электрифицированных дорог.
Рабочая группа Министерства экологии Франции признала технологию рельсового наземного питания наиболее перспективным кандидатом для электрических дорог.
Первый стандарт для электрооборудования транспортных средств с рельсовой системой питания (ERS) — техническая спецификация CENELEC TS 50717 — был утверждён в конце 2022 года.
Следующие стандарты, охватывающие вопросы
- Полной интероперабельности
- Унифицированного и совместимого решения для наземного питания

планируется опубликовать до конца 2024 года. Они будут включать детальные «Технические условия для связи и электроснабжения через токопроводящие рельсы, встроенные в дорожное полотно».